# Іларіон (Кондратковський)
Єпископ Іларіон Кондратковський (близько 1740, Вороніж — 12 січня 1799, Новгород-Сіверський) — єпископ Російської православної церкви в добу Російської імперії, єпископ Новгород-Сіверський і Глухівський.

## Біографія
Народився у Воронежі. Освіту здобув у Києво-Могилянській академії. По закінченні академічного курсу був у Києво-Печерській лаврі проповідником і регентом лаврської канцелярії.
У 1768 році, в Глухові, познайомився П. А. Румянцевим і за його бажанням був призначений головним священником у його армії.
Після звільнення від служби у військах, 30 січня 1773 року, Іларіон був висвячений на архімандрита Київського Межигірського монастиря, звідки в 1775 році на рік переїздить в Калязін Макарієв, Тверської єпархії.
17 липня 1776 року Іларіон хіротонізований в Москві в єпископа Переяславського та Бориспільського. Заставши свою єпархію з вкрай незначною кількістю церков, внаслідок відділення значного числа останніх до новоствореної єпархії Славенської, єпископ Іларіон виклопотав зарахування до своєї єпархії близько півтораста задніпрянських парафій від єпархії Київської.
По кончині 9 серпня 1783 року Київського митрополита Гавриїла Кременецького близько трьох місяців управляв митрополією.
27 березня 1785 року переведений в новостворену єпархію Новгород-Сіверську, а колишня його єпархія була розділена між сусідніми єпархіями.
1 вересня 1797 року, за скасуванням Новгород-Сіверської єпархії, Іларіон був призначений єпископом Білоруським і Могилевським, але не поїхав туди. 24 жовтня 1797 звільнений з збереженням платні в Спасо-Преображенський Новгород-Сіверський чоловічий монастир, яким керував до смерті, 12 січня 1799 року.